# Xanthomyrtus hienghenensis
Xanthomyrtus hienghenensis är en myrtenväxtart som beskrevs av André Guillaumin. Xanthomyrtus hienghenensis ingår i släktet Xanthomyrtus och familjen myrtenväxter.
Artens utbredningsområde är Nya Kaledonien. Inga underarter finns listade i Catalogue of Life.